# Cynthia’s Revels
Cynthia’s Revels, or The Fountain of Self-Love ist eine komödiantische Satire des Elisabethanischen Theaters, verfasst von dem Schriftsteller Ben Jonson. Das Stück war ein Bestandteil der Poetomachia (auch War of the Theatres), einer zwischen 1599 und 1602 öffentlich geführten Fehde zwischen Jonson und den konkurrierenden Dramatikern John Marston und Thomas Dekker.

## Uraufführung
Das Stück wurde zuerst im Jahre 1600 am Blackfriars Theatre aufgeführt. Darbietende waren die Children of the Chapel, eine seinerzeit recht bekannte Truppe von Boy Actors. Das Stück wurde von ihnen auch am Hofe gespielt, erzielte aber dort nicht den Zuspruch, wie am Blackfriars.

## Veröffentlichung
Das Stück wurde am 23. Mai 1601 unter dem Titel Narcissus the Fountain of Self-Love in das Stationers’ Register der Worshipful Company of Stationers and Newspaper Makers eingetragen. Es wurde dann, noch im gleichen Jahr, von dem Buchhändler Walter Burre als Quarto veröffentlicht mit dem Titel The Fountain of Self-Love, or Cynthia’s Revels. Die nächste Veröffentlichung erfolgte mit Jonsons Quarto seiner Werke im Jahr 1616. Eine Vorbemerkung zum Foliotext identifiziert die Hauptakteure der Originalbesetzung von 1600: Nathan Field, John Underwood, Salathiel (oder Salomon) Pavy, Robert Baxter, Thomas Day und John Frost. Pavy spielte die Rolle des Anaides.
Es gibt bedeutende Änderungen zwischen dem Quarto 1601 und dem Folio von 1616: Die Szenen IV, i und IV, iii sind im Quarto länger als im Folio, auch wurde der fünfte Akt neu geschrieben. Ebenso wird die Figur des Criticus aus dem Quarto im Folio als Crites (griechisch für Richter) benannt.
Es wird angenommen, dass Jonson selbst das Stück für die Aufführung der Jugendlichen kürzte.

## DiePoetomachia
In Satiromastix, einem späteren Werk innerhalb des War of the Theatres, beschuldigt Thomas Dekker, der auch hierfür das Wort Poetomachia prägte, Ben Jonson, dass dieser sich in Cynthia’s Revels als Criticus, einem Richter über die Kunst, („a creature of almost perfect and divine temper“ – „ein Geschöpf von nahezu perfektem und göttlichem Naturell“), dargestellt habe (Akt II, Szene iii). Einige Beobachter befanden, dass selbst ein Jonson nicht so sehr eitel war, sich dermaßen ins Licht zu setzen und befürworten eher eine Anspielung an John Donne, von dem später in dem Stück die Rede ist.  Einzelne Exegeten haben versucht andere Anspielungen in den Charakteren des Stücks zu finden. So soll der Charakter Anaides angeblich Marston oder Dekker darstellen.

## Einfluss
In einer 1912 herausgegebenen Edition legt der Herausgeber A. C. Judson dar, dass Jonson seine – eine für ihn eher untypische – Arbeit mit Teilen aus Stücken von John Lyly, insbesondere Galathea, Midas, Sapho and Phao und Endymion formte. Neben vielen anderen Zusammenfügungen und Bezugnahmen sollen Jonsons „Cupid, Morus, and the rest“ in Cynthia analog zu „Samias, Dares, and Epiton“ in Endymion geschrieben worden sein. Obwohl Jonson Lylys Stücke als „verschattet“ („umbrae“) bezeichnete, also als Stücke, die keine aktuelle Bedeutung mehr zu seiner Zeit hatten, bestreitet Judson die Ansicht anderer Kritiker, dass Jonson Lyly verspotteten oder lächerlich machen wollte.

## Handlung
Das Stück beginnt über drei Seiten mit einem Streit darüber, welcher Schauspieler den hierfür üblichen Umhang tragen darf, um den Prolog zu sprechen. Sie ziehen Lose, dennoch beginnt einer der Verlierer zu erzählen, was die Zuschauer in dem Stück erwartet. Daraufhin versuchen die anderen dies zu verhindern, indem sie ihre Hände auf seinen Mund legen. Danach streiten sie weiter um den Umhang; dabei kritisieren sie den Autor (Jonson) und das Publikum gleichermaßen.
Im eigentlichen Stück hat die Göttin Diana, auch Cynthia genannt, „festliche Feierlichkeiten“ („solemn revels“) im Tal von Gargaphie in Boiotien (Griechenland) bestimmt. Die Götter Cupid (Amor) und Mercury (Merkur) erscheinen und beginnen (wie die Akteure im Prolog) zu streiten. Merkur hat Echo geweckt, die wegen Narziss trauert und erklärt, dass ein Getränk aus Narzissens Quelle die Menschen dazu bringt, „verliebt in sich selbst zu wachsen“. Die Höflinge und Damen, die sich zu den Feierlichkeiten Cynthias versammelt haben, trinken nun alle aus der Quelle.
Asotus, ein törichter Verschwender, der sich danach sehnt Höfling und ein Meister der Mode und Manieren zu werden, trinkt ebenfalls aus der Quelle; Von Eitelkeit und Selbstliebe ermutigt, fordert er alle Ankömmlinge zu einem Wettbewerb über das „Hofkompliment“ heraus; jener Kunst wortreiche (wie leere) Ehrerbietungen gegenüber höhergestellten Persönlichkeiten vorzutragen. Der Wettbewerb erfolgte in vier Durchgängen und die Höflinge verloren. Innerhalb des Stücks werden für die versammelten Nachtschwärmer zwei symbolische Maskenspiele aufgeführt.
Am Ende lässt Cynthia (welche Königin Elisabeth I. repräsentiert) die Tänzer entlarven und zeigt, dass sich Laster als Tugenden getarnt haben. Sie verurteilt die Teilnehmer dazu Wiedergutmachung zu leisten und sich zu reinigen, indem sie im Frühjahr in einer Quelle des Mount Helicon baden sollen.
Die Figur des Actaeon in dem Stück könnte Robert Devereux, 2. Earl of Essex repräsentieren, während Cynthias Hofdame Arete Lucy Russell, Countess of Bedford darstellen könnte, eine von Elisabeths Hofdamen, wie auch Jonsons Mäzenin.
Das Stück ist besonders reich an Musik, wie es auch typisch für das Theater der Boy-Actor-Kompanien ist.

## Rezeption
Als Bestandteil der Poetomachia-Fehde, sowie auch als Arbeit Jonsons, erregte Cynthia’s Revels wohlwollende Aufmerksamkeit bei Kritikern und Gelehrten. Allerdings wurde das Stück nicht als einer der Erfolge des Dramatikers gewertet. Es wurde als „lahm“, „abstoßend“ und „unfassbar langweilig“ bezeichnet. Ein großzügigerer Kritiker hat Cynthia’s Revels in eine Reihe mit Jonsons frühen Komödien gestellt, als Lernübung für seine komödiantischen Meisterwerke, die noch folgen sollten, wie Volpone (siehe auch Volpone (Stefan Zweig)) und The Alchemist. Mittlerweile wurden auch neue Ansätze über das Stück versucht, wie in Sarah Annes Browns Arachne’s Web: Intertextual Mythography and The Renaissance Actaeon".

## Belegende Literatur
- Edmund Kerchever Chambers: The Elizabethan Stage 4 Bände, Clarendon Press, Oxford 1923
- Richard Harp und Stanley Stewart, Hrsg.: The Cambridge Companion to Ben Jonson, Cambridge University Press, Cambridge 2000
- Judson, Alexander Corbin, Hrsg.: Cynthia's Revels, or, The Fountain of Self-Love Henry Holt,  New York 1912
- Terence P. Logan und Denzell S. Smith, Hrsg.: The New Intellectuals: A Survey and Bibliography of Recent Studies in English Renaissance Drama, University of Nebraska Press, Lincoln NE 1977
- Neil Rhodes und Jonathan Sawday, Hrsg.: The Renaissance Computer: From the Book to the Web., Routledge, London 2000.
- Hippolyte Taine The History of English Literature., Chatto and Windus, London 1890.